# اسوتلانا خابیرووا
اسوتلانا خابیرووا (انگلیسی: Svetlana Khabirova؛ زادهٔ ۱۲ مارس ۱۹۷۸) وزنه‌بردار زن اهل اتحاد جماهیر شوروی بود.